# Región de Uusimaa
Uusimaa (o Nyland, en sueco, Nueva Tierra) es una región de Finlandia ubicada en su provincia meridional. Limita con Finlandia Propia, Tavastia Propia, Päijänne Tavastia y Uusimaa Oriental.

## Municipios
La región tiene como subdivisiones las subregiones de Helsinki, Lohja y Ekenäs que contienen las siguientes ciudades: 
Subregión de Helsinki:
- Helsinki (Helsingfors)
- Vantaa (Vanda)
- Espoo (Esbo)
- Kauniainen (Grankulla)
- Hyvinkää (Hyvinge)
- Järvenpää (Träskända)
- Kerava (Kervo)
- Kirkkonummi (Kyrkslätt)
- Mäntsälä
- Nurmijärvi
- Pornainen (Borgnäs)
- Siuntio (Sjundeå)
- Tuusula (Tusby)

Subregión de Lohja:
- Karkkila (Högfors)
- Lohja (Lojo)
- Vihti (Vichtis)

Subregión de Ekenäs:
- Hanko (Hangö)
- Raseborg (Raasepori)
- Ingå (Inkoo)